# Lia
För andra betydelser, se Lia (olika betydelser).

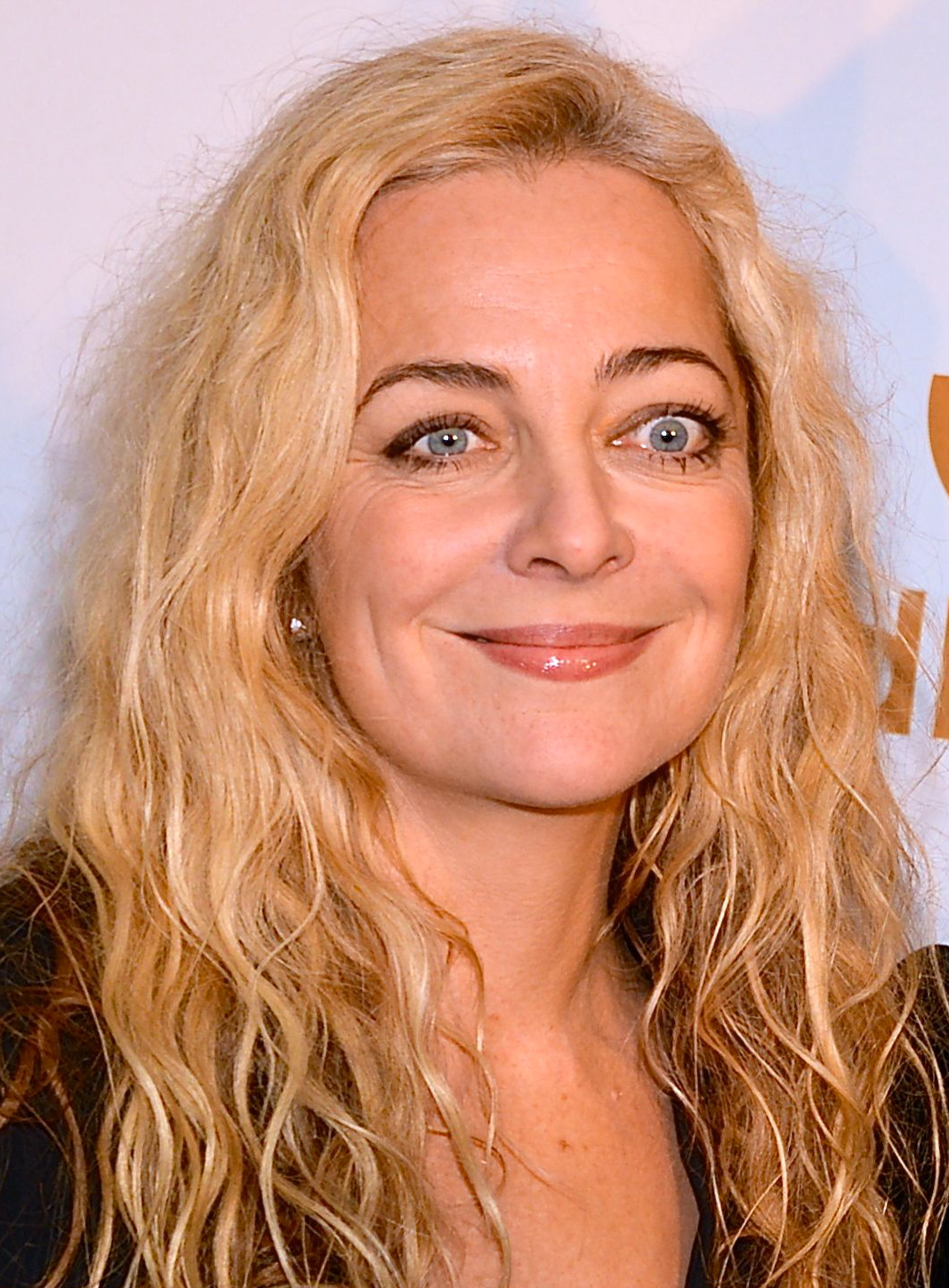
Lia Boysen, 2013.

Lia är ett kvinnonamn. Lia är dels en kortform av namn som Amelia och Rosalia, dels den italienska formen av Lea. Det fanns år 2009 totalt 498 personer som hade Lia som förnamn i Sverige, varav 376 som tilltalsnamn.
I den finlandssvenska namnsdagslängden har Lia namnsdag 5 januari sedan 2020.

## Personer med namnet Lia
- Lia (eg. Choi Ji-su) - sydkoreansk sångerska
- Lia Boysen - svensk skådespelerska
- Lia Norée - skådespelerska
- Lia Vissi - cypriotisk sångerska